# Anairetes flavirostris
A sárgacsőrű cinegetirannusz a madarak (Aves) osztályának verébalakúak (Passeriformes) rendjébe és a királygébicsfélék (Tyrannidae) családjába tartozó faj.

## Rendszerezése
A fajt Philip Lutley Sclater és Osbert Salvin írták le 1876-ban.

## Alfajai
- Anairetes flavirostris arequipae (Chapman, 1926)
- Anairetes flavirostris cuzcoensis (Chapman, 1924)
- Anairetes flavirostris flavirostris P. L. Sclater & Salvin, 1876
- Anairetes flavirostris huancabambae (Chapman, 1924)[2]

## Előfordulása
Dél-Amerikában, Argentína, Bolívia, Chile és Peru területén honos. Természetes élőhelyei a szubtrópusi és trópusi hegyi esőerdők, magaslati cserjések és sivatagok. Vonuló faj.

## Megjelenése
Testhossza 11 centiméter.

## Természetvédelmi helyzete
Az elterjedési területe rendkívül nagy, egyedszáma pedig stabil. A Természetvédelmi Világszövetség Vörös listáján nem fenyegetett fajként szerepel.